# Ядкин (округ)
Округ Ядкин (англ. Yadkin County) располагается в штате Северная Каролина, США. Официально образован в 1850 году. По состоянию на 2010 год, численность населения составляла 38 406 человек.

## География
По данным Бюро переписи США, общая площадь округа равняется 875,421 км2, из которых 867,651 км2 суша и 6,993 км2 или 0,800 % это водоемы.

## Население
По данным переписи населения 2000 года в округе проживает 36 348 жителей в составе 14 505 домашних хозяйств и 10 588 семей. Плотность населения составляет 42,00 человека на км2. На территории округа насчитывается 15 821 жилых строений, при плотности застройки около 18,00-ти строений на км2. Расовый состав населения: белые — 92,54 %, афроамериканцы — 3,43 %, коренные американцы (индейцы) — 0,16 %, азиаты — 0,17 %, гавайцы — 0,02 %, представители других рас — 2,91 %, представители двух или более рас — 0,77 %. Испаноязычные составляли 6,48 % населения независимо от расы.
В составе 32,10 % из общего числа домашних хозяйств проживают дети в возрасте до 18 лет, 60,00 % домашних хозяйств представляют собой супружеские пары проживающие вместе, 9,00 % домашних хозяйств представляют собой одиноких женщин без супруга, 27,00 % домашних хозяйств не имеют отношения к семьям, 24,00 % домашних хозяйств состоят из одного человека, 10,50 % домашних хозяйств состоят из престарелых (65 лет и старше), проживающих в одиночестве. Средний размер домашнего хозяйства составляет 2,47 человека, и средний размер семьи 2,92 человека.
Возрастной состав округа: 24,00 % моложе 18 лет, 7,50 % от 18 до 24, 30,20 % от 25 до 44, 24,20 % от 45 до 64 и 24,20 % от 65 и старше. Средний возраст жителя округа 38 лет. На каждые 100 женщин приходится 96,40 мужчин. На каждые 100 женщин старше 18 лет приходится 93,60 мужчин.
Средний доход на домохозяйство в округе составлял 36 660 USD, на семью — 43 758 USD. Среднестатистический заработок мужчины был 29 589 USD против 22 599 USD для женщины. Доход на душу населения составлял 18 576 USD. Около 7,10 % семей и 10,00 % общего населения находились ниже черты бедности, в том числе — 10,90 % молодежи (тех, кому ещё не исполнилось 18 лет) и 17,40 % тех, кому было уже больше 65 лет.